# Rochefort (Nuova Aquitania)
Rochefort /ʁɔʃˈfɔʁ/, ufficialmente Rochefort-sur-Mer /ʁɔʃˌfɔʁsyʁˈmɛʁ/, è un comune francese di 25 140 abitanti situato nel dipartimento della Charente Marittima nella regione di Nuova Aquitania.
È una città di fondazione del XVII secolo che deve la sua nascita nel 1666 all'istituzione di un arsenale marittimo e militare il cui scopo era di renderlo il più grande e il più bello del regno francese.

## Geografia
Rochefort sorge sulla sponda destra del fiume Charente, a 35 km a sud-est di La Rochelle e ad una dozzina di km in linea d'aria dalla costa atlantica.

## Storia
Intorno al 1660, la marina francese, creata da Richelieu era in pessime condizioni, disponeva solo di poche navi in grado di prendere il mare. Luigi XIV allora incaricò Colbert de Terron di trovare un luogo sulla costa atlantica in grado di ospitare un arsenale che diventasse un luogo di "rifugio, difesa e rifornimento". Nel dicembre 1665 fu scelta l'area dove sorgeva il castello di Rochefort, un maniero posto su una roccia che dominava il corso della Charente. 
Colbert de Terron riuscì a convincere il consiglio del re a interessarsi allo sviluppo di Rochefort, che si trova a metà strada tra le città di Fouras e Tonnay-Charente. Nacque così l'Arsenale, che accoglieva officine e magazzini. Nel 1666, per ordine di Luigi XIV, i resti delle fortificazioni di Rochefort furono rasi al suolo, pur conservando l'Hôtel de Cheusses, che sarebbe rimasto la sede della signoria, con l'obiettivo di creare un arsenale militare per ospitare la flotta di Ponente. Venne inoltre costruito l'edificio della reali fabbrica di corde.
Furono tracciati piani, costruite strade e fortificazioni, la città si sviluppò rapidamente sotto l'impulso degli intendenti navali Colbert de Terron, Pierre Arnoul dal 1683 al 1686, Michel Bégon dal 1688 al 1710. Nel 1683, Arnoul istituì l'ospedale, struttura che fino ad allora era stata a Tonnay-Charente e lo affidò ai Lazzaristi. Dal 1689 la città fu circondata da una cinta muraria. La cantieristica navale crebbe in questi anni a un ritmo molto sostenuto (quasi 49 navi fino al 1692 e circa 350 barche in totale).
Nel 1757, nel corso della guerra dei sette anni, il porto di Rochefort divenne l'obbiettivo di un'ardita incursione inglese che tuttavia non venne mai portata a termine.
Nel 1766 Rochefort divenne sede di un famigerato bagno penale che ospitava i prigionieri destinati ai lavori forzati. Nel 1780, il marchese de Lafayette salpò da qui per il Nord America per prendere parte alla guerra d'indipendenza americana. L'11 aprile 1809 ebbe luogo uno scontro navale con gli inglesi al largo di Rochefort, che costò ai francesi gravi perdite. Dopo la sconfitta a Waterloo, Napoleone Bonaparte si recò a Rochefort con la speranza di imbarcarsi per gli Stati Uniti. Il generale trascorse alcuni giorni al largo dell'isola di Aix. Il 15 luglio 1815, tuttavia, Bonaparte dovette arrendersi al capitano Frederick Lewis Maitland, che comandava la nave da guerra britannica HMS Bellerophon.
Nel 1927 l'Arsenale della marina venne chiuso definitivamente, come era stato paventato e temuto dall'illustre concittadino Pierre Loti, morto quattro anni prima, che si era battuto implacabilmente affinché la storica istituzione fosse preservata.

## Monumenti e luoghi d'interesse
- Corderia Reale

Edificata nel XVII secolo la Corderia con i suoi trecento metri di estensione fu a suo tempo il più lungo edificio europeo.

## Cultura

### Istruzione

#### Musei
- Museo Hèbre
- Museo Nazionale della Marina
- Museo dei Commerci d'Altri tempi
- Museo dell'Aeronautica Navale

## Cinema
La città, che nel 1967 fece da scenografia al film Les demoiselles de Rochefort di Jacques Demy,  il 25 giugno 2022 rende omaggio alle sorelle Catherine Deneuve e Françoise Dorléac inaugurando una statua che le rappresenta in azione nel musical danzato.

## Infrastrutture e trasporti
La principale via d'accesso alla città è l'autostrada A837 che unisce Rochefort all'autostrada A10 Parigi-Bordeaux.
Rochefort è servita da una propria stazione ferroviaria posta lungo la linea Nantes-Saintes.

## Amministrazione

### Cantoni
Fino al 2014 il territorio comunale della città di Rochefort era suddiviso su tre cantoni:
- Cantone di Rochefort-Centre
- Cantone di Rochefort-Nord
- Cantone di Rochefort-Sud

A seguito della riforma approvata con decreto del 27 febbraio 2014, che ha avuto attuazione dopo le elezioni dipartimentali del 2015, il territorio comunale della città di Rochefort viene incluso nell'unico Cantone di Rochefort.
Nessun altro comune vi è incluso.

### Gemellaggi
- Torrelavega
- Papenburg
- Burton upon Trent

## Società

### Evoluzione demografica
Abitanti censiti